# امل بوشوشه
امل بوشوشه (۲۴ ژوئیه ۱۹۸۲-) خواننده، بازیگر و مجری الجزایری است.

## زندگی
در اوران، در غرب الجزایر به دنیا آمد و با عشق به هنر و موسیقی بزرگ شد. امل در طول دوره تحصیل، رهبری فعالیت‌های هنری را بر عهده گرفت و تحسین معلمانش را برانگیخت و معلمانش به دلیل استعداد ممتازش او را تشویق به ورود به هنر آواز خواندن کردند. پس از پایان تحصیلات خود، الجزایر را به مقصد فرانسه ترک کرد تا تحصیلات دانشگاهی خود را به پایان برساند و در رشته علوم انسانی مدرک گرفت.

## زندگی خانوادگی
او در ۹ اوت ۲۰۱۵ با تاجر لبنانی ولید عوادا که یکی از ثروتمندان شهر جنوبی نبطیه محسوب می‌شود و بین گابن در آفریقا و لبنان کار می‌کند ازدواج کرد و مراسم ازدواج او در هتلی در پایتخت بیروت برگزار شد. در این مراسم ستارگان زیادی از جمله سیرین عبدالنور، صباح الجزایری حضور داشتند. او در ۷ آوریل ۲۰۱۷ اولین فرزند خود را به دنیا آورد و نام خود را لیا گذاشت.

## زندگی حرفه ای
موفقیت او از طریق شرکت در برنامه "آکادمی ستاره ۵" در فصل پنجم بود و هدف او از پیوستن به این برنامه بود تا استعداد خود را تقویت کند و با ستارگان زیادی مانند مرحوم وادیه الصافی، نجوا کرم، نوال الزغبی، آواز خواند. چب خالد، هیفا وهبی و دیگر ستاره‌های درجه یک. پس از فارغ‌التحصیلی از آکادمی ستاره ۵، او وارد تلویزیون شد، جایی که برنامه موسیقی "TOP20" را روی صفحه روتانا ارائه کرد، سپس دومین تجربه او در دنیای رسانه از طریق برنامه واریته نمایش "پرنده و پاپ" در لبنان بود. اکران سازمان صدا و سیما (LBCI) شروع بازیگری او توسط احلام مستغانمی نویسنده و کارگردانی انتخاب شد. در ماه رمضان ۲۰۱۰ نمایش داده شد. منتقدان عملکرد او را در اولین تجربه اش در دنیای نمایش تلویزیونی تحسین کردند. او به عنوان یکی از اعضای هیئت داوران جشنواره فیلم اوران برای فیلم عرب ۲۰۱۳ انتخاب شد. او همچنین عضو کمیته مورکس برای نقش ۲۰۱۸ است. در اوایل سال ۲۰۲۰، پیوستن خود را به جهان و تئاتر باستانی (کاراکالا) اعلام کرد. قهرمان نمایشنامه (جمیل بثینه) باشد، نمایشی که تجسم داستان عاشقانه معروف شاعر جمیل بن معمر و معشوقش بثینه بنت حیان است. برای اولین بار در پادشاهی عربستان سعودی در تئاتر المرایه در شهر العلا به نمایش درآمد. در سال ۲۰۲۱، امل بوشوشا، هنرمند، در برنامه بین‌المللی در نسخه عربی آن، خواننده نقابدار، با شخصیت (یوزپلنگ) شرکت کرد و تحسین محققان و تماشاگران را برای اجرای چشمگیر و یک نمایش حرفه ای که در صدر قرار گرفت.